# حاضر-آماده‌های مارسل دوشان

استودیوی مارسل دوشان در شمارهٔ ۳۳، خیابان ۶۷ غربی، شهر نیویورک، ۱۹۱۸–۱۹۱۷ میلادی. در سمت چپ نسخهٔ دوم «چرخ دوچرخه»، ۱۹۱۷–۱۹۱۶ میلادی نشان داده شده‌است. نسخهٔ اصلی ۱۹۱۳ میلادی و این نسخهٔ دوم، هر دو گم شده‌اند. بالکن با عنوان «تله» (تربوشه)، ۱۹۱۷ میلادی، روی زمین، پایین سمت چپ قرار دارد.

حاضر-آماده‌های مارسل دوشان (به انگلیسی: Readymades of Marcel Duchamp) اشیاء ساخته شدهٔ معمولی هستند که هنرمند انتخاب و اصلاح کرده‌است، به عنوان پادزهری برای آنچه او «هنر شبکیه» نامیده‌است. با انتخاب سادهٔ شیء (یا اشیاء) و تغییر موقعیت یا اتصال، عنوان‌گذاری و امضای آن، شیء پیداشده به هنر تبدیل شد.
دوشان به آنچه که «هنر شبکیه» می‌نامید —هنری که فقط بصری بود— علاقه‌ای نداشت و به دنبال روش‌های دیگری برای بیان بود. به عنوان پادزهری برای هنر شبکیه، او در سال ۱۹۱۴ میلادی شروع به ایجاد حاضر-آماده کرد، زمانی که این اصطلاح معمولاً در ایالات متحدهٔ آمریکا برای توصیف اقلام تولید شده برای متمایز کردن آن‌ها از کالاهای دست‌ساز استفاده می‌شد.
او قطعات را بر اساس «بی‌تفاوتی بصری» انتخاب می‌کرد و انتخاب‌ها نشان‌دهندهٔ حس کنایی، طنز و ابهام اوست: «... همیشه این ایدهٔ اول بود، نه نمونهٔ بصری»، او می‌گفت؛ «... شکلی از انکار امکان تعریف هنر».
اولین تعریف از «حاضر-آماده» در فرهنگ لغت مختصر سورئالیسم آندره برتون و پل الوار پدیدار شد: «یک شیء معمولی که صرفاً با انتخاب یک هنرمند به منزلت یک اثر هنری ارتقاء می‌یابد.» در حالی که با نام مارسل دوشان (یا به‌طور دقیق حروف اول نام او، «ام‌دی») منتشر شد، با این حال آندره ژروه ادعا می‌کند که برتون این مدخل فرهنگ لغت خاص را نوشته‌است.
دوشان در یک دورهٔ زمانی ۳۰ ساله تنها در مجموع ۱۳ نسخهٔ حاضر-آماده ساخته‌است. او احساس می‌کرد که تنها با محدود کردن خروجی می‌تواند از دام ذائقه خود جلوگیری کند، اگرچه از تناقض اجتناب از طعم و در عین حال انتخاب یک شیء آگاه بود. سلیقه، چه «خوب» و چه «بد» احساس می‌کرد «دشمن هنر» است.
تصور او از حاضر-آماده با گذشت زمان تغییر کرد و توسعه یافت. او گفت: «قصد من دور شدن از خودم بود، اگرچه به خوبی می‌دانستم که از خودم استفاده می‌کنم. اسمش را یک بازی کوچک بین «من» و «من» بگذارید.»
دوشان نتوانست نظر خود را دربارهٔ حاضر-آماده‌ها تعریف یا توضیح دهد: «نکتهٔ جالب در مورد حاضر-آماده این است که من هرگز نتوانسته‌ام به تعریف یا توضیحی برسم که کاملاً مرا راضی کند.» خیلی بعدتر در زمان حیات، دوشان گفت: «من اصلاً مطمئن نیستم که مفهوم حاضر-آماده مهم‌ترین ایده‌ای نیست که از کار من بیرون می‌آید.»
رابرت فولفورد حاضر-آماده‌های دوشان را بیانگر «یک نیهیلیسم خشمگین» توصیف کرد.